# Ibrahim Ferrer

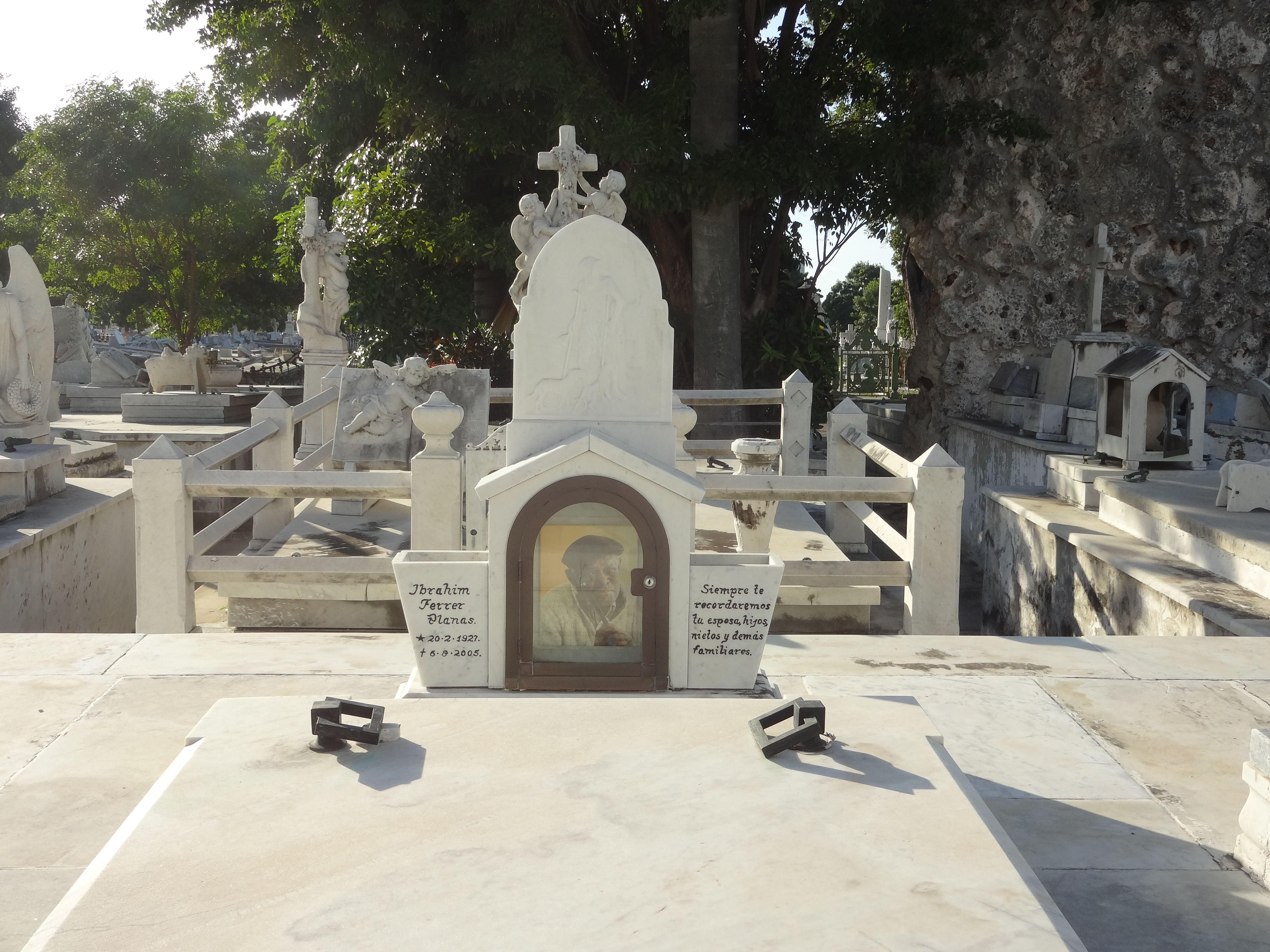
Hrob Ibrahima Ferrera na havanském hřbitově Kryštofa Kolumba

Ibrahim Ferrer Planas (20. února 1927, San Luís u Santiaga de Cuba, Kuba – 6. srpna 2005, Havana, Kuba) byl kubánský zpěvák stylů son, guaracha, bolero a latin jazz. Známý kubánský hudebník spoluúčinkoval na hudebním albu Buena Vista Social Club, které produkoval Ry Cooder a které získalo v roce 1998 cenu Grammy. Toto album a stejnojmenný dokumentární film natočený o rok později přinesly Ferrerovi v závěru jeho kariéry mezinárodní úspěch.

## Život a kariéra
Ibrahim Ferrer se narodil v roce 1927 Aurelii Ferrerové jako nemanželské dítě. Matka zemřela, když bylo Ibrahimovi 12 let. Od té doby si jako sirotek musel vydělávat na živobytí sám, kromě prodeje novin a sladkostí a čištění bot již v té době vystupoval také jako pouliční hudebník. Ve 14 letech založil se svým bratrancem hudební skupinu Los Jóvenes del Son a vystupovali spolu při různých příležitostech v okolí svého bydliště.
Ibrahim Ferrer vystupoval začátkem 50. let ve skupinách Conjunto Sorpresa a Conjunto Wilson, za skutečný začátek jeho profesionální kariéry je možno považovat až jeho příchod do skupiny Pacha Alonsa Maravilla de Beltran v roce 1953. V roce 1957 se zpěvák přestěhoval ze Santiaga de Cuba do Havany. Vystupoval s vynikajícím kubánským hudebníkem Beny Moré a v roce 1959 obnovil spolupráci se skupinou Pacha Alonsa, která již nyní také vystupovala v Havaně pod názvem Los Bocucos. Tato spolupráce pak trvala s přestávkami přes tři desetiletí. Po skončení kubánské revoluce se finanční situace hudebníků zhoršila a Ibrahim Ferrer si musel opět přivydělávat. Hudební kariéru ukončil v roce 1991 a pracoval jako čistič bot.
V roce 1996 přicestoval na Kubu americký kytarista a producent Ry Cooder, který zde spolu se svým kubánským spolupracovníkem, hudebníkem Juanem de Marcos González, hledal pro svůj nový projekt Buena Vista Social Club už téměř zapomenuté kubánské umělce. Juan de Marcos oslovil Ibrahima Ferrera a ten souhlasil s obnovením své kariéry. Spolu s Compayem Segundem, kterému bylo tehdy 89 let, Rubénem Gonzálezem (77 let), Omarou Portuondo a dalšími hudebníky natočili v roce 1997 v havanském studiu Egrem hudební album Buena Vista Social Club, které o rok později získalo cenu Grammy. Celosvětovou popularitu pak hudebníkům z Buena Vista Social Clubu přinesl stejnojmenný dokumentární film Wima Wenderse z roku 1999.
První sólové album po obnovení své hudební kariéry natočil Ibrahim Ferrer v roce 1999. Album se jmenovalo Buena Vista Social Club Presents: Ibrahim Ferrer a prodalo se v počtu více než 1,5 miliónu nosičů. Za své druhé sólové album Buenos Hermanos z roku 2003 obdržel Ferrer o rok později cenu Grammy. Po celou dobu Ibrahim Ferrer také koncertoval, vystoupení Buena Vista Social Clubu v Carnegie Hall v USA je zachyceno na stejnojmenném dokumentárním filmu Wima Wenderse. Zpěvák podnikl také několik turné, při svém evropském turné zavítal v roce 2004 také do Prahy. S vydáním své poslední sólové desky Mi Sueño zpěvák váhal; poslední práce na desce pak dokončil nedlouho před svou smrtí.
Ibrahim Ferrer zemřel v roce 2005 ve věku 78 let v havanské nemocnici nedlouho po svém návratu z evropského turné. Byl pochován na hřbitově Kryštofa Kolumba v Havaně.

## Diskografie a filmografie
(Neúplný seznam od roku 1997)

### Sólová alba
- Buena Vista Social Club presents... Ibrahim Ferrer, 1999 (World Circuit)
- Buena Vista Social Club presents... Ibrahim Ferrer (Japonské vydání), 1999
- Buenos Hermanos, 2003 (World Circuit)
- Buenos Hermanos (Vydání v USA), 2003
- Mi sueño, 1996 (World Circuit)

### Spolupráce na dalších albech
- Buena Vista Social Club, 1997 (World Circuit)
- A Toda Cuba Le Gusta, 1997
- Distinto Diferente, 1999
- Havana Café, 1999
- Buena Vista Social Club presents: Omara Portuondo, 2000 (World Circuit)
- Chanchullo, 2000 (World Circuit)
- Cachaíto, 2001 (World Circuit)
- Gorillaz, 2001
- Specialist in All Styles, 2002
- Rumbero Soy, 2002
- Llegó Teté, 2003
- Callejero, 2004
- Buena Vista Social Club presents: Manuel Guajiro Mirabal, 2004 (World Circuit)
- Cuba Le Canta a Serrat (6. skladba: Te Guste o No), 2005
- Rhythms del Mundo: Cuba (5. skladba: As Time Goes By; 16. skladba: Casablanca), 2006

### Filmy
- Buena Vista Social Club (dokumentární film, též na DVD, režie Wim Wenders), 1998 (Road Movies Filmproduktion)